# Zigera pagana
Zigera pagana là một loài bướm đêm trong họ Noctuidae.